# Weinburg am Saßbach

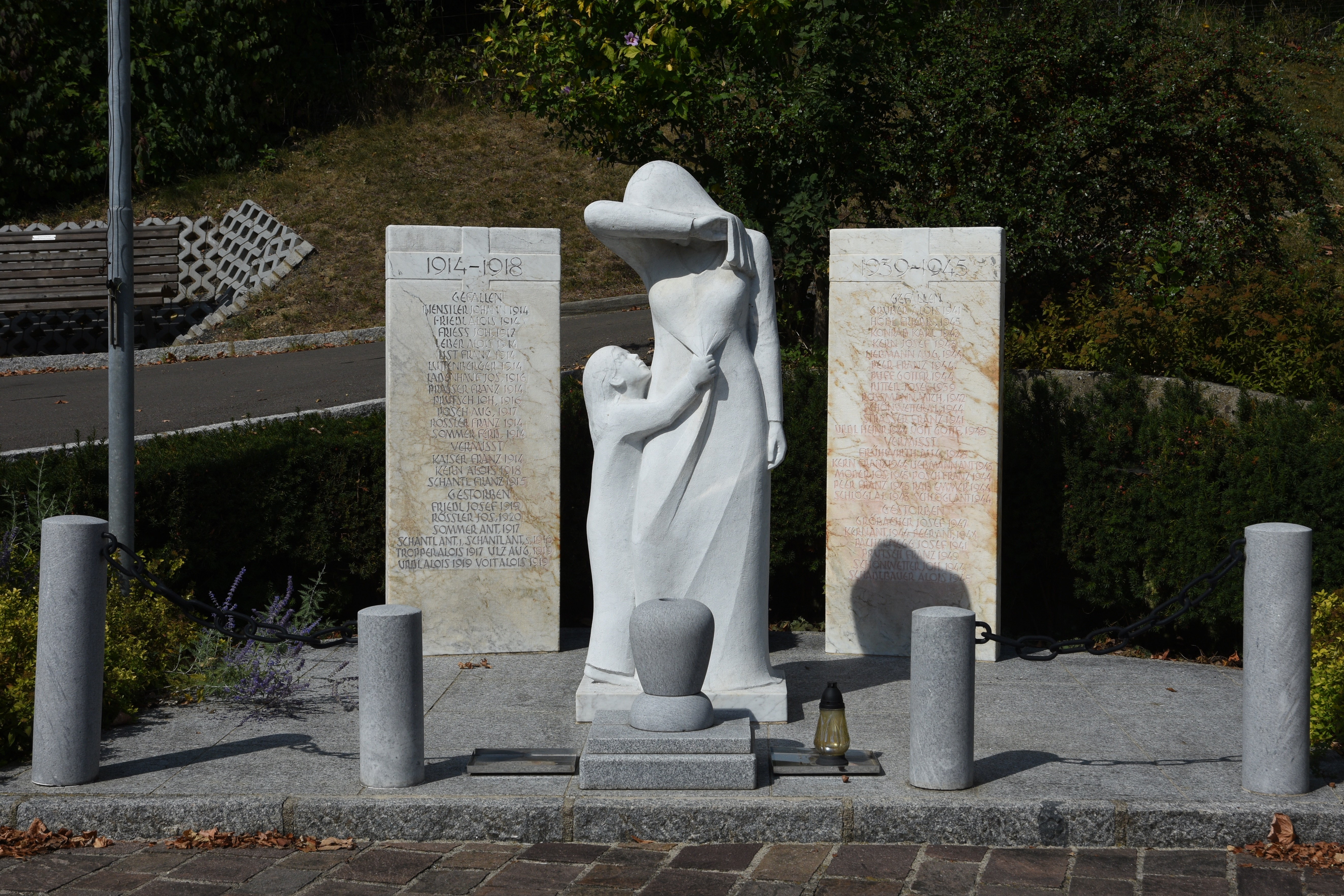
Kriegerdenkmal von Weinburg am Saßbach

Weinburg am Saßbach war eine Gemeinde in der Steiermark, sie lag bis Ende 2012 im Bezirk Radkersburg und seit 2013 im Bezirk Südoststeiermark. Im Rahmen der Gemeindestrukturreform in der Steiermark wurde sie am 1. Jänner 2015 mit den Gemeinden Sankt Nikolai ob Draßling und Sankt Veit am Vogau (beide im Bezirk Leibnitz) zusammengeschlossen. Die neue Gemeinde führt den Namen Sankt Veit in der Südsteiermark. Grundlage dafür war ein gemeinsamer Antrag dieser Gemeinden.
Ebenso wurden mit Wirkung vom 1. Jänner 2015 die Gerichtsbezirke aufgrund der Veränderungen im Rahmen der Gemeindestrukturreform in der Steiermark in der „Bezirksgerichte-Verordnung Steiermark 2015“ neu definiert.
Daher liegt das ehemalige Gemeindegebiet seit 2015 im Gerichtsbezirk Leibnitz.

## Geografie
Das Gebiet der ehemaligen Gemeinde Weinburg am Saßbach liegt östlich und unweit des Murtales, seit 2015 im Bezirk Leibnitz (Steiermark).

### Gemeindegliederung
Das ehemalige Gemeindegebiet umfasste fünf Ortschaften (in Klammern Einwohnerzahl Stand 1. Jänner 2024):
- Perbersdorf bei Sankt Veit (144)
- Pichla bei Mureck (142)
- Priebing (108)
- Siebing (263)
- Weinburg am Saßbach (335)

Die Gemeinde bestand aus vier Katastralgemeinden (Fläche Stand 31. Dezember 2023):
- Perbersdorf bei St. Veit (410,3 ha)
- Pichla (696,72 ha)
- Siebing (526,22 ha)
- Weinburg (933,08 ha)

### Nachbargemeinden
| Sankt Nikolai ob Draßling | Mettersdorf                                 | Sankt Peter am Ottersbach |
| St. Veit am Vogau         | Kompassrose, die auf Nachbargemeinden zeigt | Eichfeld                  |
|                           | Mureck                                      |                           |

## Geschichte

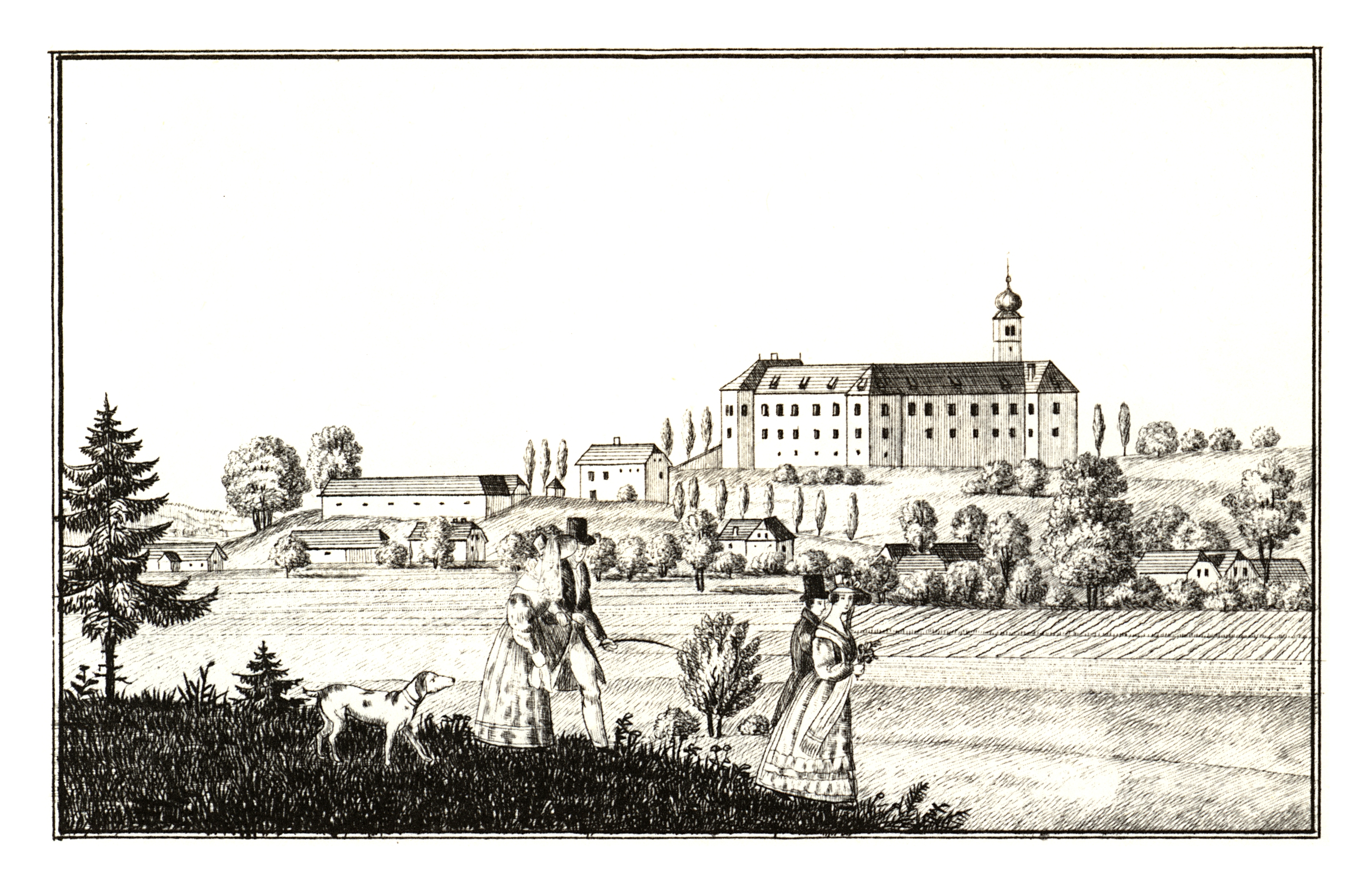
Schloss Weinburg, Lithographie um 1830

Weinburg wurde erstmals im Jahr 1211 erwähnt, Schloss Weinburg erstmals im Jahr 1278. 
Die Aufhebung der Grundherrschaften erfolgte 1848. Die Ortsgemeinde als autonome Körperschaft entstand 1850. Nach der Annexion Österreichs 1938 kam die Gemeinde zum Reichsgau Steiermark. Von 1945 bis 1955 war sie ein Teil der britischen Besatzungszone in Österreich.

### Religion
Kirchlich gehört Pichla zur Pfarre Mureck, alle anderen Ortschaften zur Pfarre Sankt Veit am Vogau.

## Kultur und Sehenswürdigkeiten

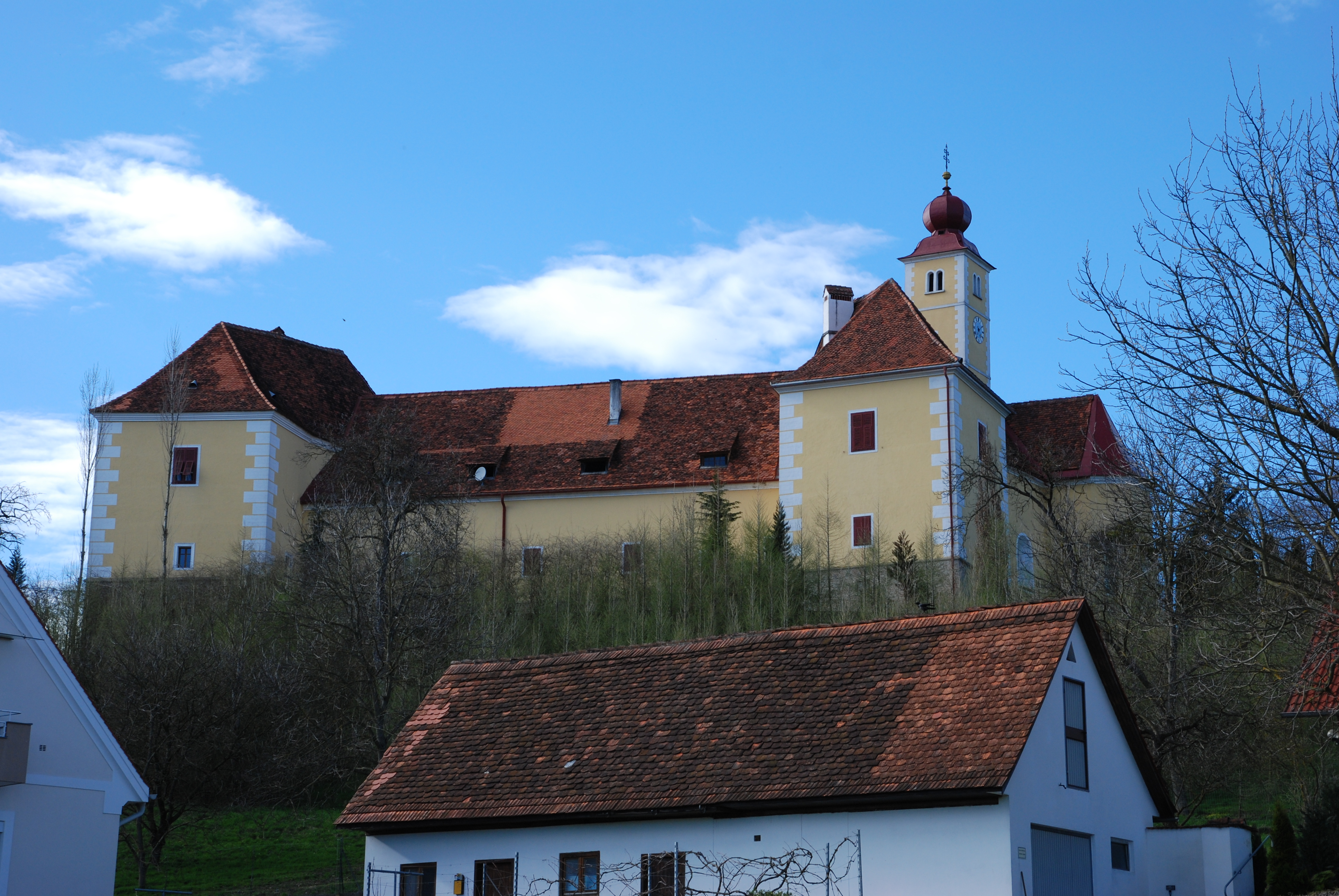
Schloss Weinburg

- Schloss Weinburg mit Schlosskapelle „St. Katharina“:

Auf eine Ende des 12. Jahrhunderts erwähnte Wehranlage zurückgehend und wurde nach 1576 unter Erzherzog Karl II. von dessen Hofbaumeister Andrea Bertoletti zu einem Renaissance-Schloss umgebaut.

## Wappen
Blasonierung:
„In einem von Blau zu Grün erniedrigt geteilten Schild oben eine silberne von Türmen mit Spitzdach flankierte Burg mit offenem Tor auf silbernem Dreiberg, unten eine goldene Traube.“

## Politik
Die letzte Bürgermeisterin war Susanne Lucchesi Palli. Der letzte Gemeinderat setzte sich nach den Wahlen von 2010 wie folgt zusammen:
- 10 ÖVP
- 5 Einigkeit lohnt sich

## Persönlichkeiten
Ehrenbürger der Gemeinde:
- 1987: Josef Krainer (1930–2016), Landeshauptmann der Steiermark 1980–1996[6]

Söhne und Töchter:
- Johann Weinhandl (1830–1886), Müller und Politiker, Mitglied des Abgeordnetenhauses 1870–1871, 1873–1879[7]